# Szent Miklós-fatemplom (Valár)
A valári Szent Miklós-fatemplom műemlékké nyilvánított épület Romániában, Hunyad megyében. A romániai műemlékek jegyzékében a  HD-II-m-A-03472 sorszámon szerepel.